# Amaxia beata
Amaxia beata är en fjärilsart som beskrevs av Paul Dognin 1909. Amaxia beata ingår i släktet Amaxia och familjen björnspinnare. Inga underarter finns listade i Catalogue of Life.